# 유럽 고속도로 28호선

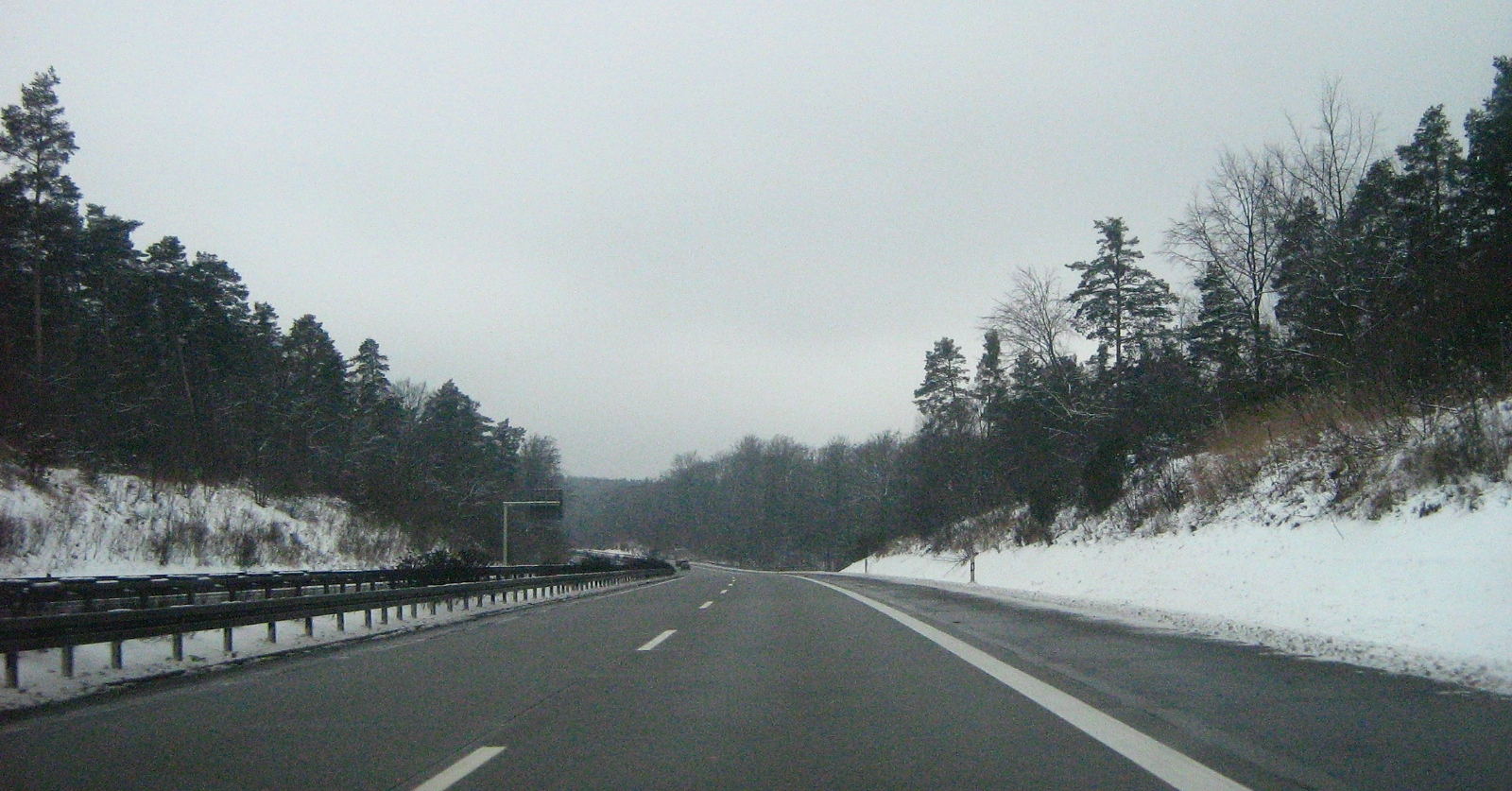
독일 베를린 북부 지역을 통과하는 아우토반 11호선

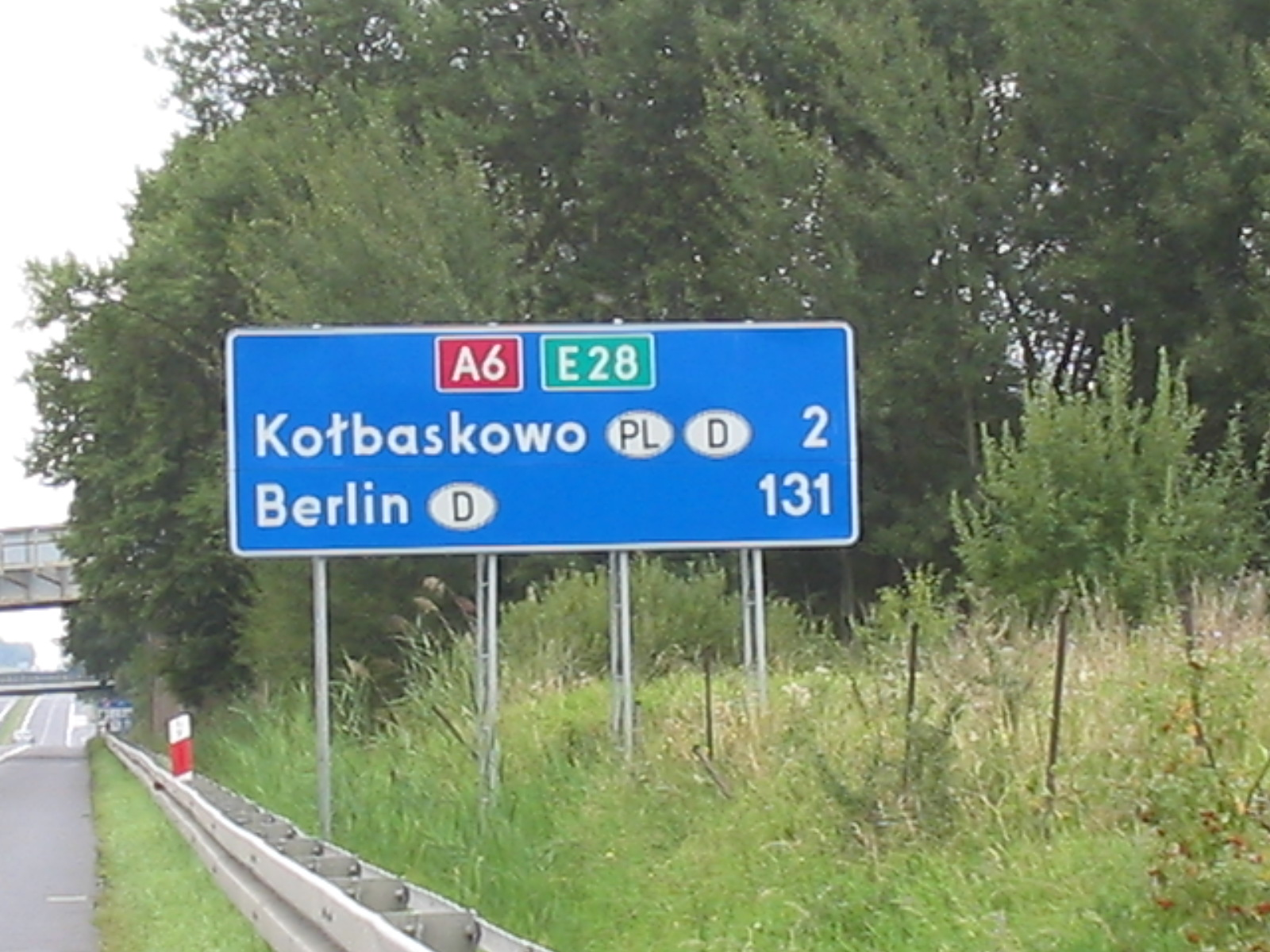
아우토스트라다 A6와 만나게 되는 길목으로, 독일-폴란드의 국경 지대

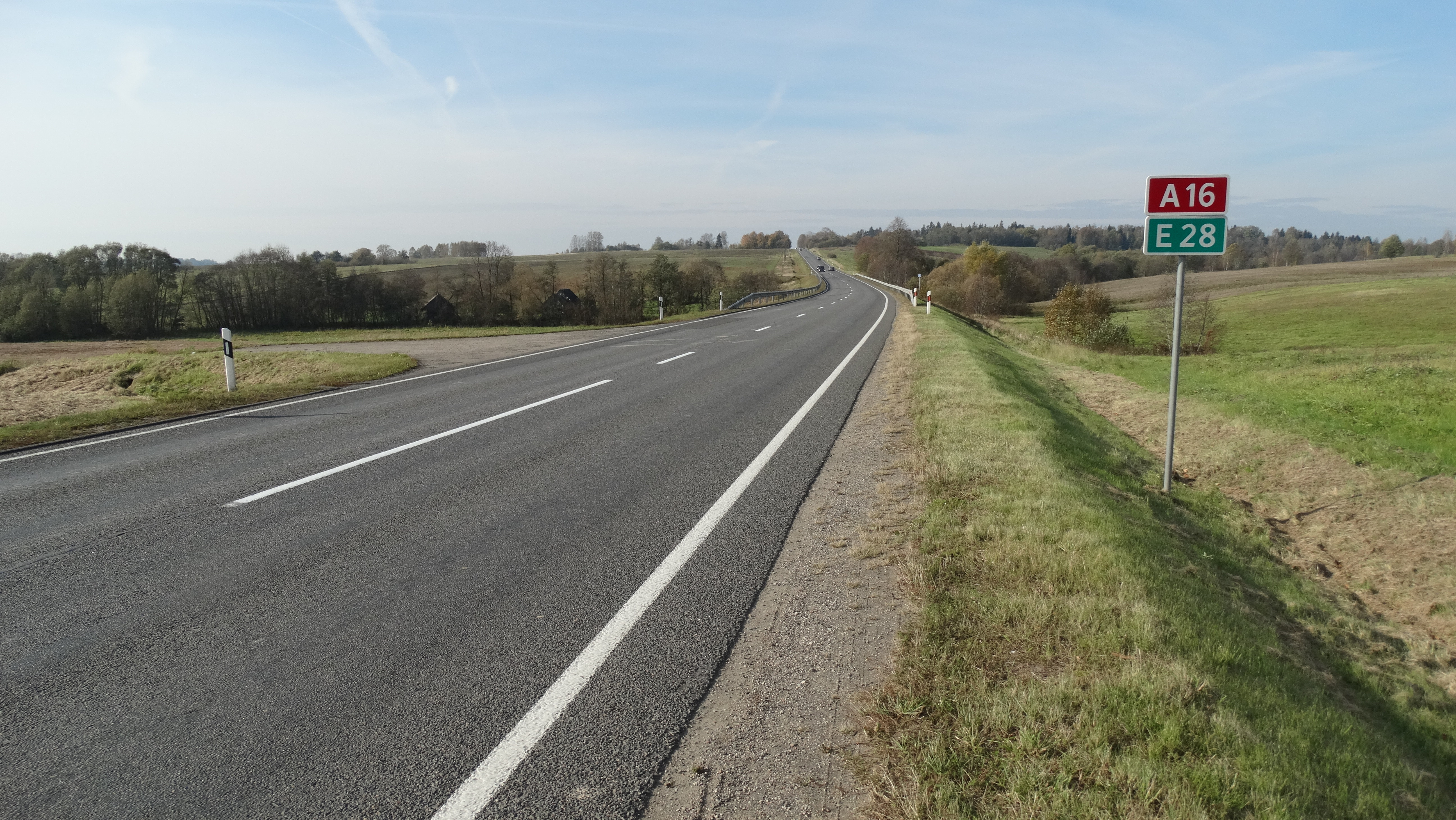
리투아니아 지즈나스를 통과하고 있는 E28호선

유럽 고속도로 28호선(European route E28)은 독일 베를린에서 벨라루스 민스크까지 이어주는 국제 E-로드 네트워크의 A클래스급 고속도로로, 총 연장은 1,230 km이다. 그러나 이 고속도로의 시점은 아우토반 10호선과 만나게 되며, 주요 경유지로는 폴란드, 러시아의 칼리닌그라드, 리투아니아 등이 있다.

## 주요 경유지

### 독일
- 아우토반 11호선(독일어판) : 베를린 - 프렌츨라우 - 나드렌제 (독일-폴란드 국경)

### 폴란드
- 아우토스트라다 A6(영어판) : Kołbaskowo - 슈체친
- 익스프레소바 6호선(영어판)/국도 제6호선(영어판) : 슈체친 - 골레니우프(영어판) - 코샬린 - 스웁스크 - 그단스크
- 익스프레소바 7호선(영어판) : 그단스크 - 엘블롱크
- 익스프레소바 22호선(영어판) : 엘블롱크 (베를링카(영어판)) - Chruściel
- 국도 제54호선(폴란드어판) : Chruściel - 그로노보 (브라니보군)(영어판) (폴란드 - 칼리닌그라드 국경)

### 러시아
※ 러시아 관내 구간은 본토, 사할린섬, 시베리아 이동 지역이 아닌 칼리닌그라드 한정.
- A194: 마모노보 - 칼리닌그라드
- A229: 칼리닌그라드 - 네스테로프 - 체르니솁스코예 (러시아 - 리투아니아 국경)

### 리투아니아
- A1, A7 : 키바르타이(영어판) - 마리얌폴레
- A16 : 마리얌폴레 - 프리에나이 - 빌뉴스
- A3 : 빌뉴스 - 메디닌카이(영어판) (리투아니아 - 벨라루스 국경)

### 벨라루스
- M7 고속도로(영어판) : 민스크까지 연결